# Lagartija Nick
Lagartija Nick es un grupo español de rock de la ciudad de Granada, fundado en 1991. Su nombre está basado en el título de una canción del grupo británico de post-punk Bauhaus.

## Biografía
La banda fue fundada en Granada con Antonio Arias (ex 091, voz y bajo), Juan Codorníu (guitarra), Miguel Ángel Rodríguez Pareja, (guitarra) y Eric Jiménez (exmiembro de KGB, miembro de Los Planetas hoy en día, batería).
En 1991, graban su primer disco, Hipnosis, con una orientación enfocada hacia el punk y el rock, que cosecha un gran éxito.
En 1992, fichan por CBS-Sony, grabando su álbum Inercia, producido por Owen Davies (productor, entre otros, de Rolling Stones, The Jam, Dire Straits), un disco muy valorado por la prensa musical en aquel momento. En este segundo disco, su sonido queda más definido, con más madurez que el anterior, en el que las guitarras se vuelven ásperas y afiladas, con canciones más contundentes y letras más desarrolladas. Asimismo, se grabó un videoclip, realizado por Ángel Arias, de la canción Nuevo Harlem, que fue finalista como mejor vídeo musical del año en el Festival de Vídeo de Vitoria.
Su tercer álbum, Su, fue grabado en 1994, producido por Carlos Martos (Enrique Morente, Los Enemigos, Radio Futura...). Este disco, fue un punto de inflexión en la carrera de la banda, pues desde este álbum, su sonido se vuelve más oscuro, más sucio, más duro y más crudo, con influencias del grunge y del neo-punk de mediados de los 90. 
Ese mismo año, se embarcaron en una gira con el nombre de Caos No Música Tour, y en 1995 en otra, Vasectomía Tour, esta última con Def Con Dos. 
A finales de 1996, se graba el que es ampliamente considerado uno de los trabajos más importantes de España de los últimos 20 años, el álbum Omega, junto con Enrique Morente. En este álbum, Enrique Morente, junto con otros artistas flamencos, canta poesías de Federico García Lorca a ritmo de flamenco, acompañado por una gran lista de artistas flamencos, todo con la música de Lagartija Nick. Esta fusión de flamenco y thrash metal, supuso una novedad en el ámbito musical español, tanto entre público como entre crítica. Este disco, es llevado de gira y por diversos festivales por sus participantes, como el Espárrago Rock de 1998. Durante esta gira, Eric Jiménez deja la banda, pasando a formar parte de Los Planetas, siendo sustituido en la batería por José Antonio Quesada (ex Perpetual), el cual grabó el CD Val del Omar. Tras la marcha de este, fue sustituido por David Fernández (ex de Sin Perdón).
Su disco Val Del Omar, sale a la luz en diciembre de 1997, siendo este una nueva evolución del grupo. Homenaje al cineasta granadino José Val del Omar, las canciones se basan en textos de este. La batería del grupo pasa a José Antonio Quesada, y Lagartija Nick desarrolla un sonido entre el metal industrial y el minimalismo electrónico.
Tras este disco, Lagartija Nick abandona Sony y ficha por Zero Records, y Juan Codorníu y Miguel Ángel Rodríguez Pareja dejan el grupo, quedando únicamente Antonio Arias de la formación original. La batería finalmente queda en manos de David Fernández y se incorpora a la guitarra Paco Luque (Hora Zulú, ex Sin Perdón, King Changó y Fausto Taranto), habiendo este último colaborado esporádicamente con el grupo en el pasado.
En 1999 se publica el EP Space 1999, que sería un adelanto del disco Lagartija Nick, cuyas letras son, principalmente, cortos poemas sobre el universo y con un sonido cercano al nü metal y toques electrónicos, llegando a flirtear con el punk o la psicodelia. Como curiosidad, la letra de Newton, está inspirada en declaraciones del astronauta español Pedro Duque, quien llegó a declarar que era más difícil encontrar en una tienda un disco de Lagartija que llegar vivo a Marte.
Al poco de salir este álbum, Miguel Ángel Rodríguez retorna a él a la guitarra. Asimismo, al poco, también abandona el grupo Paco Luque y se incorpora Lorena Enjuto (ex de RATIO) como segunda bajista; Antonio toca bajo distorsionado mientras Lorena marca el ritmo.
En junio de 2001 publican Ulterior, un disco definido por ellos mismos como más techno, a pesar de no emplearse electrónica, siendo las canciones concebidas para sonar mediante máquinas, loops, etc., con un sonido todavía más cercano al nü metal. Con este disco, se embarcaron en una serie de conciertos por toda España: Espárrago 2001, Socarrat 2001, etc. 
En enero de 2013, inician una gira por diversas salas de España con los componentes de la formación original.
El 11 de marzo de 2022 dan un concierto en el teatro Campoamor de Oviedo en homenaje a la generación del 27, dentro de SACO-Semana Audiovisual Contemporánea.

## Miembros
- Antonio Arias: voz y bajo
- Juan Codorníu: guitarra y voces
- Miguel Ángel Rodríguez Pareja: guitarra
- Eric Jiménez: batería
- JJ Machuca: teclados

## Discografía
1. Hipnosis (1991)
2. Inercia (1992)
3. Su (1995)
4. Omega (1996) (con Enrique Morente)
5. Val del Omar (1997)
6. Space 1999 (EP, 1999)
7. Lagartija Nick (1999)
8. Ulterior (2001)
9. Lo imprevisto (2004)
10. El shock de Leia (2007)
11. Larga duración (2009)
12. Zona de conflicto (2011)
13. Crimen, sabotaje y creación (2017)
14. Los Cielos Cabizbajos (2019)
15. El perro andaluz (2022)

### Sencillos
1. "No lo puedes ver" (1991)
2. "Hipnosis" (1991)
3. "Déjalos sangrar" (1991)
4. "Nuevo Harlem" (1992)
5. "Solo amnesia" (1992)
6. "Satélite" (1992)
7. "El próximo lunes" (1994)
8. "La curva de las cosas" (1994)
9. "Mar de la tranquilidad" (2000)
10. "Azora 67" (2000)
11. Agonía, agonía (2017)
12. Mapa de Canadá (2017)
13. La leyenda de los hermanos Quero (2017)
14. Buenos días Hiroshima (2019)

## Documental
- "Generación Lagartija" (2024). Dirigido por César Martínez Herrada y presentado en el Festival de cine de Málaga.